# Diocesi di Tenin
La diocesi di Tenin (o Tinnia o Tinay o Knin) (in latino Dioecesis Tininiensis) è una sede soppressa e sede titolare della Chiesa cattolica. Per la sede titolare si usa il nome Tino (in latino: Tiniensis).

## Storia
L'antica diocesi di Tenin si trovava nell'interno della Dalmazia. Fu eretta verso il 1050 dal re Cresimiro IV di Croazia. Era suffraganea dell'arcidiocesi di Spalato (oggi arcidiocesi di Spalato-Macarsca).
Successivamente la diocesi fece parte del regno di Ungheria e i sovrani ebbero il diritto di nominarne i vescovi, che dovevano ricevere conferma dalla Santa Sede prima di essere consacrati.
In seguito all'occupazione ottomana i vescovi di Tenin furono sciolti dall'obbligo di residenza e la sede non ebbe più vescovi residenziali dopo il 1622. Dopo che la regione fu occupata dai Veneziani nel 1768, i vescovi di Sebenico, che già esercitavano la giurisdizione episcopale sulle parrocchie della diocesi, furono nominati amministratori di Tenin.
Tuttavia non cessò il diritto della Corona d'Ungheria di nominare vescovi di Tenin, che però non avevano nessuna reale giurisdizione sul territorio della diocesi e svolgevano il loro ministero episcopale nel Regno d'Ungheria. Ciò nonostante l'Annuario Pontificio continuò a lungo a considerare la sede di Tenin come residenziale. Ancora nel 1942 lo Schematismus (Annuario) dell'arcidiocesi di Kalocsa considera i vescovi di Tenin, benché solo titolari, come suffraganei del metropolita di Kalocsa.
Dal 1925 Tenin è annoverata tra le sedi vescovili titolari della Chiesa cattolica con il titolo di Tino (Tinum); dal 25 febbraio 2025 il vescovo ausiliare è Joselito Ramalho Nogueira, vescovo ausiliare di Rio de Janeiro.

## Cronotassi

### Vescovi
I vescovi preceduti da * appartengono alla serie degli episcopi Croyacenses. Secondo alcuni studiosi questi sono vescovi di Croazia; secondo altri sono vescovi di Croia in Albania.
- Marco Giudice † (menzionato nel 1052)
- Raniero † (prima del 1059 - 1069 deceduto)
- Anastasio I † (1069 - ?)
- Gregorio † (prima del 1074 - dopo il 1075)
- Pietro † (1080 - ?)
- Anastasio II † (menzionato nel 1111)
- V. † (menzionato nel 1145 circa)
- Dede † (1162 - ?)
- Flasco † (prima del 1177 - dopo il 1187)
- Giorgio † (prima del 1196 - dopo il 1199)
- Anonimo † (? - 11 giugno 1208 deceduto)
- Michus † (circa 1210 - dopo il 1226)
- Ladislav † (circa 1263 - circa 1272 deceduto)
- Nikola I † (1272 - 1274 deceduto)
- Y. † (1274 - dopo il 1275)
- Pierre Boncher, O.P. † (1290 - ?)
- Leonardo da Spalato † (? - 1322 deceduto)
- Giovanni de Cors, O.P. † (16 settembre 1334 - 1º ottobre 1337 nominato vescovo di Tivoli)
- Tommaso † (menzionato nel 1339)
- Nikola II, O.S.B. † (menzionato nel 1344)
- Dionizije Lacković † (24 marzo 1348 - 1349 nominato vescovo di Zagabria)
- Blaž † (4 settembre 1354 - ? deceduto)
- Johann von Töckheim † (28 aprile 1357 - 6 marzo 1364 nominato vescovo di Gurk)
- Miklós I † (5 settembre 1365 - 16 maggio 1373 nominato vescovo di Csanád)
- Pál † (16 maggio 1373 - dopo il 1388 deceduto)
  - Pierre de Marnhac, O.F.M. † (19 febbraio 1386 - ?) (antivescovo)
- Michele da Ragusa † (2 giugno 1390 - ?)
- László † (21 maggio 1397 - ? deposto)
- Miklós II † (10 marzo 1406 - ?)
- Miklós III, O.F.M. † (5 dicembre 1418 - ? deceduto)
- Ivan † (21 maggio 1428 - circa 1438 deceduto)
- Demetrij Čupor Moslavački † (4 luglio 1438 - 13 febbraio 1447 nominato vescovo di Zagabria)
- Benedikt de Zolio † (13 febbraio 1447 - 18 luglio 1453 nominato vescovo di Zagabria)
- Demetrij Čupor Moslavački † (18 luglio 1453 - 14 giugno 1465 nominato vescovo di Zagabria) (per la seconda volta)
- Franjo Speravić (o Sperančić), O.F.M. † (2 gennaio 1460 - ? deceduto)
- Marco da Fiume, O.E.S.A. † (16 settembre 1464 - ?)
- Miklós IV † (24 luglio 1467 - ? deceduto)
- * Niccolò de Monte † (29 marzo 1476 - 14 febbraio 1483 nominato vescovo di Chirone)
- Brizio † (14 novembre 1492 - dopo il 1494 deceduto)
- * Martino † (15 dicembre 1507 - ?)
- * Andrea Lagogne, O.Cist. † (24 agosto 1515 - ?)
- * Matthaeus Unadopya † (20 aprile 1517 - ?)
- * Ferdinandus de Saxamone † (17 dicembre 1517 - ?)
- * Franciscus de Reucon (de Treio), C.R.S.A. † (10 dicembre 1518 - ?)
- Andrea † (20 giugno 1525 - ? deceduto)
- * Jean de Vaulx † (16 aprile 1540 - ?)
- * Jean Vallier † (1º marzo 1542 - ?)
- Matthias Zabergyei † (4 luglio 1550 - 3 agosto 1554 nominato vescovo di Gran Varadino)
- Pavao de Churina † (3 agosto 1554 - prima del 1556)
- János Újlaky † (1558 - 17 luglio 1560 nominato vescovo di Vác)
- Andrija Dudić † (28 gennaio 1562 - 1563 nominato vescovo di Csanád)
  - Sede vacante (1563-1571)
- István Fejérkővy † (26 gennaio 1571 - 15 maggio 1573 nominato vescovo di Veszprém)
- Zakariás Mossóczy † (15 maggio 1573 - 27 ottobre 1578 nominato vescovo di Vác)
  - Sede vacante (1578-1584)
- Petar Herešinec † (28 maggio 1584 - 8 marzo 1585 nominato vescovo di Zagabria)
  - Sede vacante (1585-1589)
- János Cserödy † (20 febbraio 1589 - 5 agosto 1597 deceduto)
- Miklós Mikáczy † (? - 16 aprile 1598 nominato vescovo di Pécs)
- Matija Drašković † (20 dicembre 1600 - ?)
  - Mátyás Máthészy † (1608 - ?) (non confermato)
  - Pál David † (1610 - 6 ottobre 1631 nominato vescovo di Veszprém) (non confermato)
- János Jovanczy † (26 giugno 1634 - prima del 1644 deceduto)
- Juraj Bjelavić, O.F.M. † (8 gennaio 1646 - prima del 1667 deceduto)
- Cristóbal de Rojas y Spínola, O.F.M. † (16 gennaio 1668 - 3 marzo 1687 nominato vescovo di Wiener Neustadt)
- Aleksandar Ignacije Mikulić Brokunovečki † (24 novembre 1687 - 11 ottobre 1688 nominato vescovo di Zagabria)
- Blažej Jáklin † (29 novembre 1688 - 26 novembre 1691 nominato vescovo di Nitra)
- Miklós Antal Esterházy † (6 ottobre 1692 - 5 agosto 1695 deceduto)
- Franz Ferdinand von Rummel † (2 aprile 1696 - 4 ottobre 1706 nominato vescovo di Vienna)
- András Matusseck † (12 marzo 1708 - 1713 deceduto)
- György Gyllany † (7 maggio 1714 - 1728 deceduto)
- Gregor Sorger † (8 marzo 1728 - 7 settembre 1729 nominato vescovo di Transilvania)
- Sándor Máriássy † (8 febbraio 1730 - 19 aprile 1755 deceduto)
- Jozef Karol Zbiško † (15 dicembre 1755 - circa 1773 deceduto)
- János Szily † (24 aprile 1775 - 23 giugno 1777 nominato vescovo di Szombathely)
- József Pierer † (12 luglio 1779 - 1806 deceduto)
- Dávid Zsolnay † (6 ottobre 1806 - 8 novembre 1814 deceduto)
- László Csáky de Keresztszegh † (10 luglio 1815 - 1º ottobre 1830 deceduto)
- Elek Jordánszky † (28 febbraio 1831 - 17 febbraio 1840 deceduto)
- Martin Miskólczy † (14 dicembre 1840 - circa 1852 deceduto)
- József Krautmann † (15 marzo 1852 - 1º luglio 1855 deceduto)
- János Nehiba † (20 dicembre 1855 - 21 gennaio 1875 deceduto)
- Mihály Kubinszky † (3 aprile 1876 - 23 febbraio 1881 deceduto)
- Janos Majorosy † (27 luglio 1885 - 26 febbraio 1904 deceduto)
- József Lányi de Késmark † (16 novembre 1906 - 28 settembre 1931 deceduto)

### Vescovi titolari
- Leopoldo Buteler † (8 gennaio 1932 - 13 settembre 1934 nominato vescovo di Río Cuarto)
- Joseph Laurent Philippe, S.C.I. † (25 aprile 1935 - 9 ottobre 1935 succeduto vescovo di Lussemburgo)
- Adolfo Vorbuchner † (18 aprile 1936 - 28 maggio 1938 succeduto vescovo di Alba Iulia)
- Luis Guízar y Barragán † (7 ottobre 1938 - 5 aprile 1954 succeduto vescovo di Saltillo)
- Manuel Pereira da Costa † (31 maggio 1954 - 20 giugno 1959 nominato vescovo di Nazaré)
- Maurits Gerard De Keyzer † (24 aprile 1962 - 19 gennaio 1994 deceduto)
- Jean-Pierre Blais (3 novembre 1994 - 12 dicembre 2008 nominato vescovo di Baie-Comeau)
- Sebastian Francis Shaw, O.F.M. (14 febbraio 2009 - 14 novembre 2013 nominato arcivescovo di Lahore)
- Pierre Olivier Tremblay, O.M.I. (21 maggio 2018 - 24 giugno 2022 nominato vescovo di Hearst-Moosonee)
- Joselito Ramalho Nogueira, dal 25 febbraio 2025